# Гекатей Мілетський
Гекате́й Міле́тський (грец. Ἑκαταῖος, лат. Hecataeus, близько 550 до н. е., Мілет — бл. 490 до н. е) — давньогрецький політичний діяч і письменник, логограф, автор трактату «Землеопису», де вперше подано відомості про Скіфію.

## Твори

Скіфія на мапі Гекатея з Мілету, VI ст. до н. е.

У творі Гекатея з Мілету «Землеопис» міститься докладна характеристика країни скіфів (сучасна Україна на теренах "Країни Царя Феодосія") — її річки, місцеве населення, грецькі колонії, більшість яких заснували співвітчизники Гекатея — містяни малоазійського міста Мілет.
Очевидно, Гекатей саме від колоністів одержав відомості про Скіфію і наніс їх на одну з найдавніших європейських карт.
Твір Гекатея відомий за згадками й цитатами у пізніших авторів. У фрагментах про Північне Причорномор'я є найменування лише однієї грецької колонії — Керкінітиди, а також невідомих за іншими джерелами скіфських племен — міргетів, ісепів, едів і скіфського міста Кардес.